# Меморијска геометрија
У дизајну модерних персоналних рачунара, меморијска геометрија описује унутрашњу структуру меморије насумичног приступа. Меморијска геометрија је у погледу потрошача због побољшавања њихових рачунара, од кад се ранији меморијски контролери можда не поклапају са каснијим продуктима. Технологија меморијске геометрије може бити збуњујућа због преклапања неколико термина.

## Физичке особине
Меморијска геометрија описује логичку конфигурацију RAM модула, али потрошачи ће увек наћи најлакши начин да дохвате физичку конфигурацију. Много конфузије око меморијске геометрије настаје када физичка конфигурација гуши логичку конфигурацију. Прва особина која дефинише RAM је фактор. RAM модули могу бити компактне SO-DIMM форме за простор везани за апликације као што су лап топови, штампачи, уграђени рачунари, и рачунари малих форми фактора, и у DIMM формату, који се користи код десктопа.
Друге физичке карактеристике, детерминисане физичким објашњењем, су број меморијских чипова, и кад су обе стране меморијског "чипа" насељене. Модули са бројем чипова једнаким неке јачине 2 не подржавају препознавање грешке меморије или корекцију. Ако има вишак чипова (између јачине 2), користе се за ECC. RAM модули се 'отварају' помоћу удубљења на обе стране, и дужином доње странице модула. Ово детерминише технологију, и класификацију модула, нпр. да ли је DDR2, или DDR3, и да ли је погодна за десктоп, или за сервере. Важно је да се отварање на чипу поклопи са слотом за који је чип намењен. Додатно, не меморијски чипови на модулима су индикације да је намењено за системе већег меморијског капацитета за сервере, и такав модел можда није у компатибилности са десктопом.

## Логичке особине
90-их година специјални рачунари су изашли где 2 рачунара имају посебно своје меморијске контролере који могу бити повезани и да користе један другом меморију као да су једнан рачунар. Са изласком AMD-овог Opteron-а, и Intel-овим одговарајућим системом који деле више него један меморијски контролер у једном систему су постали уобичајени у коришћењу где је потребно да се користи више него један обичан десктоп. За ове системске шеме као Non-Uniform Memory Architecture се користе.
Канали су највиши ниво структуре локалног контролера меморије. Модерни рачунари могу да имају 2, 3 или више канала. Обично је важно да се, за сваки модул један канал, логично постоји идентични модул за на истој локацији на сваки од осталих насељених канала.
Капацитет модула је агрегатни простор у измереном модулу бита, или - у речима. Капацитет модула је једнак рангу густини продукта и броју ранга, и где је густина ранга продукт дубине ранга, и ширине ранга. The standard format for expressing this specification is (rank depth) Mbit x (rank width) x (number of ranks).
Рангови су подјединице меморијског модула који деле исте адресе и исте магистрале података који су обележени путем CS-а (Chip Select) у адресирању нижег нивоа. На пример, узмите меморијски модул са 8 чипова са стране, са сваким чипом који има 8 битова широку магистралу података, тада ће тај модул имати по један ранг за сваку страну, за укупних 2 ранга, ако дефинишемо да ранг буде широк 64 бита. Још један пример: Узмите модул састављен од стране Micron Technology MT47H128M16 чипова са организацијом од 128Mb x 16, значи 128Meg меморијске дубине и 16 битова широке магистрале података по чипу. Ако модул има 8 оваквих чипова на свакој страни плоче, било би укупно 16 чипова x 16 бита ширина података = 256 бита укупне ширине података. За 64-битни широку меморију, ово значи да има 4 ранга, где сваки ранг може да се обележи са 2-битни Chip Select сигналом. Меморијски контролери коа што су Intel 945 Chipset набрајајју конфигурације које се подржавају: "Подржавају 256-Mb, 512-Mb, и 1-Gb DDR2 технологије x8 и x16 уређаја." "Подржавају 4 ранга за све DDR2 уређаје до 512-Mbit густине. Подржавају 8 ранга за 1-Gbit DDR2 уређаје." Као пример, узмите i945 меморијски контролер са 4Kingston KHX6400D2/1G меморијских модула, где сваки модул има капацитет од 1GiB. Kingston описује да је сваки модул састављен од 16 чипова где сваки чип има 8-бита широку магистралу. Тако да сваки модул има 4 ранга. И ста тачке гледишта MCH-а 4 1GB модула. На вишем логичком нивоу, MCH такође види и 2 канал, сваки са 8 ранга.
У контрасту, банке, док су сличне из логичке перспективе ранговима, имплементиране су да другачије у физичком хардверу. Банке су подјединице унутар једног меморијског чипа, док су рангови подјединице састављене од под-сета чипова на модулу. Слично CS-у, банке се обележавају Bank Select-ом битови који су део меморијског интерфејса.

## Хијерархија организације

### Меморијски чип
Најнижа форма организације покривена је меморијском геометријом, понекад званом "меморијски уређај“. Ово су компонентни IC-еви који састављају модул, или модул RAM-а. Најбитнија карактеристика чипа је његова густина, мерена у битовима. Зато што је меморијска ширина магистрале обично већа него број чипова, већина чипова је дизајнирана да има дужину, што значи, да су подељени унутрашње једнаким деловима, и кад се "позове" једна "дубина" адресе, уместо да се поврати само једна вредност, више него једна се повраћа. У додатку дубини, друга димензија адресирања је додата нивоу чипа, банке. Банке дозвољавају да једна банка буде доступна, а друга не зато што се освежава.

### Меморијски модул
Неке мере модула су величина, ширина, брзина и кашњење. Меморијски модул се састоји из више меморијских чипова за подједнако жељеној модулској ширини. Тако да 32-битни SIMM модул може бити састављен од 4 8-битне ширине (x8) чипова. Како је записано у меморијском каналном делу, један физички модул се може састојати од једног или више логичких рангова. Ако је тај 32-битни SIMM састављен од 8-битних чипова SIMM би имао 2 ранга. 

### Меморијски канал
Меморијски канал је састављен од рангова. Физички, меморијски канал са само једним меморијским модулом може да се представи да има само један или више логичких рангова.

### Контролер организације
Ово је највиши ниво. У типичном рачунару биће само један меморијски контролер са једним или два канала. Секција логичких особина описује NUMA конфигурације, који могу узети облик мреже меморијских контролера. На пример, Сваки слот од 2 слота AMD K8 може да има 2 канала меморијских контролера, давајући систему укупно 4 меморијских канала.

## Нотација меморијске геометрије
Разне методе специфичне меморијске геометрије се могу сусрети, давајући различите типове информација.

### Модул
(Меморијска Дубина) x (Меморијска Ширина)
Меморијска ширина одређује ширину података меморијског модула интерфејса у битовима. На пример, 64 би означавало 64-битну ширину података, као што је пример на non-ECC DRAM модулима из породице SDR и DDR1-3. Меморија ширине 72 би означавала ECC модул, са екстра 8 бита ширине података за парност. Дубина меморије је пун капацитет у битовима подељен са не-парност меморијске ширине. Понекад меморијска дубина се указује у јединицама Meg (220), као у 32x64 или 64x64, означавајући 32Meg дубину и 64Meg дубину, поштовано.

### Чип
(Меморијска густина)
Ово је укупан капацитет меморије чипа.
Пример: 128Mb.
(Меморијска дубина) x (Меморијска ширина)
Меморијска дубина је меморијска густина подељена са меморијском ширином.
Пример: За меморијски чип са 128Mb капацитетом и 8 бита широком магистралом података, може бити одређена са: 16Meg x 8. Понекад се "Meg" испушта, као у 16x8.
(Меморијска дубина по банки) x (Меморијска ширина) x (Број банки)
Example: Чип са истим капацитетом и меморијском ширином као изнад али конструисан са 4 банке би био одређен као: 4Meg x 8 x 4.